# Hét választófejedelem szálloda
A Hét választófejedelem Szálloda Pest városának első "igazi" szállodája volt. Báltermében mutatkozott be Liszt Ferenc 12 évesen adott koncertjével. Az egykori hotel helyén ma a Hild József tervezte három emeletes épület áll, melyben a Pesti Színház működik és a Váci utca 9., illetve az Aranykéz utca 5. szám alatt található.

## Története
Az épület eredetileg két külön telken állt. Északi felén, 1686 után Steinöder Tamás kocsmáros telepedett le. Özvegyének harmadik férje Schröder György molnár utódai 1748-ban a telket felosztották, majd az ingatlant, a rajta lévő romos házzal 1757-ben újabb örökösök egyesítették. Több tulajdonosváltás után az ingatlan a 19. század elején Takácsy György kezébe került, aki 1824-ben szerette volna eladni Raics Sámuelnek. A szomszédi elővételi jog alapján a mai egyesített telek déli részének tulajdonosa, gróf Nákó Sándor föllépett vásárlóként, de jogát csak 1840-ben tudta érvényesíteni, majd a két telket egyesíteni.
A telek déli részét 1686 után Werlein kamarai adminisztrátor szerezte meg, majd átengedte Kovács János marhahajcsárnak, záros határidőn belüli építési kötelezettség mellett. Kovács halála után, annak özvegyét feslett életmódjára való hivatkozással Werlein kiseprűztette a városból. A telket Lenner János ácsmester vette meg, házépítési kötelezettséggel. Feltehetően ő – talán korábban elkezdett építkezés befejezőjeként – építette meg a telken a „Hét Választófejedelemhez” címzett fogadót, pontosabban akkori címzésével "Gasthoff zu den 7 Kurfürsten", amelynek fogadósjogát is megkapta és 1724-ben nyitotta meg. A fogadót Lenner fia 1772-ben átépítette, majd annak özvegyétől 1777-ben vette meg az ingatlant Heusler Sebestyén. Ő tovább működtette a fogadót, 1791-ben kávéházat is nyitott az épületben, aztán 1800-ban eladta az épületet nagyszentmiklósi Nákó Kristófnak.
Egyes források szerint II. József 1788-ban inkognitóban a házban szállt meg.
A szállodát bérlők üzemeltették. Az biztos, hogy 1835-ben az akkori bérlő Joseph Franz Hauer az Egyesült Pesti Hírlapban hirdette magát, illetve keresett ugyanitt fellépőket a hotel báltermébe.
Gróf Nákó Sándor 1840-ben egyesítette a két ingatlant és még abban az évben háromemeletes új bérházépületet emeltetett. A bérházban a korábban a Váci utcára néző kávéházat, az Aranykéz utca felé rendezték be, helyét a Váci utcai fronton nyolc üzlethelyiség foglalta el. Nákó, - aki 1855-ben elismertette kávésjogát a pesti kávésok testületével – 1862-ben bérbe adta házát Förster Jánosnak. Ekkortól 1902-ig Nemzeti Szálló néven működött. Közben 1881-től a tulajdonos a Magyar Jelzálog Hitelbank lett. 1909-ben több helyiségét bérbe adták, így itt nyílt meg a Művészház galéria, a Colonial kávéház, a Philantia virágbolt és egy sportbolt is. Éttermét és udvarát a hajdani Corso Mozi részére 1910-ben Gaál Bertalan tervei alapján beépítették, ekkor épült át a bejárata is. Az addig csak 250 férőhelyes mozit 1936-ban 750 férőhelyesre bővítették. 1955-ben a moziból hangversenyterem lett, Bartók Terem néven, ahol az évtized végétől már színielőadások, majd egyre inkább zenés játékok, gyerekdarabok kerültek színre, így 1963-ban átkeresztelték Bartók Gyermekszínpaddá. 1964-ben bezárták. Átépítve 1967. szeptember 30-án nyílt újra Pesti Színház néven, a Vígszínház kamaraszínházaként. Homlokzatának bal sarkában a híres szecessziós virágüzlet, a Philantia maradt meg e stílus emlékeként. A virágüzletet Szabó Jozefina megrendelésére Kőrössy Albert tervezte 1909-ben.
Aranykéz utcai homlokzatán utcatábla (Asszonyi Tamás, 1975.) található. A kapualjban Liszt Ferenc 1823-as pesti hangversenyének emléktáblája. Az udvari homlokzatok utcai szárnyában a második és harmadik emeleten 6-6 oszlopos nyitott folyosó, zömök oszlopokkal és tömör mellvédfallal. Két háromkarú lépcsőház található az épületben. A középső és a déli udvar belső oldalán poroszsüveges függőfolyosó van, szecessziós korlátrácsokkal. A Váci utcai lépcsőház korlátrácsánál két 19. századi allegorikus női akt szobor látható.